# Syed Ahmed Khan
Sir Syed Ahmed Khan Bahadur, KCSI, GCSI, chamado popularmente de Sir Syed (em urdu:   سید احمد خان‎;Deli, 17 de Outubro de 1817 – Aligarh, 27 de Março de 1898) foi um educador e político indiano, pioneiro na modernização da educação islãmica na Índia.

## Vida
Um pragmatista muçulmano indiano, reformador islâmico, filósofo e educador na Índia britânica do século XIX Embora inicialmente defendendo a unidade hindu-muçulmana, ele se tornou o pioneiro da Nacionalismo muçulmano na Índia e é amplamente creditado como o pai da teoria das duas nações, que formou a base do movimento paquistanês. Nascido em uma família com grandes dívidas com a corte mogol, Ahmad estudou o Alcorão e as Ciências dentro da corte. Ele foi premiado com um LL.D. honorário da Universidade de Edimburgo em 1889.
Em 1838, Sir Syed entrou ao serviço da Companhia das Índias Orientais e tornou-se juiz em um Tribunal de Pequenas Causas em 1867, aposentando-se em 1876. Durante a Guerra da Independência de 1857, ele permaneceu leal ao Raj britânico e foi conhecido por as suas ações para salvar vidas europeias. Após a rebelião, ele escreveu o livreto The Causes of the Indian Mutiny – uma crítica ousada, na época, de várias políticas britânicas que ele culpou por causar a revolta. Acreditando que o futuro dos muçulmanos estava ameaçado pela rigidez de sua visão ortodoxa, Sir Syed começou a promover a educação científica ao estilo ocidental. fundando escolas e jornais modernos e organizando empreendedores islâmicos.
Em 1859, Syed fundou a Escola Gulshan em Muradabad, a Escola Victoria em Ghazipur em 1863, e uma sociedade científica para muçulmanos em 1864. Em 1875, fundou o Muhammadan Anglo-Oriental College, a primeira universidade muçulmana no sul da Ásia. Durante sua carreira, Syed repetidamente convocou os muçulmanos a servir lealmente ao Raj britânico e promoveu a adoção do urdu como a língua franca de todos os muçulmanos indianos. Syed criticou o Congresso Nacional Indiano. 
Sir Syed mantém um forte legado no Paquistão e entre os muçulmanos indianos. Ele influenciou fortemente outros líderes muçulmanos, incluindo Allama Iqbal e Muhammad Ali Jinnah. Sua defesa da tradição racionalista do Islã e uma reinterpretação mais ampla e radical do Alcorão para torná-lo compatível com a ciência e a modernidade continua a influenciar a reforma islâmica global. Muitas universidades e edifícios públicos no Paquistão levam o nome de Sir Syed.
A Aligarh Muslim University celebrou o 200º centenário de nascimento de Sir Syed com muito entusiasmo em 17 de outubro de 2017. O ex- presidente da Índia Pranab Mukherjee foi o principal convidado.

## Publicações

### Trabalhos jurídicos
- Lei nº 10 (Lei do Selo) de 1862.
- Lei nº 14 (Lei de Limitação) 1859–1864.
- Lei nº 16 (sobre documentos de registro) - Allyson, 1864.
- Lei nº 18 (relativa aos direitos das mulheres) 1866.

### Obras religiosas
- Jila al- Qulub bi Zikr al-Mahbub (Deleite dos corações em lembrar o amado), Delhi, 1843.
- Tuhfa-i Hasan (O presente para Hasan), 1844
- Tarjama fawa'id al-afkar fi amal al-farjar, Delhi 1846.
- Mazumm ba nisbat tanazzul ulum-i-diniya wa Arabiya wa falsafa-i-Yunaniya, Agra, 1857.
- Risala Tahqiq Lafzi-i-Nassara, 1860.
- Ahkam Tu'am Ahl-Kitab, Kanpur, 1868.
- Risala ho wal Mojud, 1880.
- Kimiya-i-Sa'dat, 2 fasl, 1883.
- Namiqa fi Bayan Mas'ala Tasawwur al-Shaikh, Aligarh, 1883.
- Rah-i-Sunnat dar rad-i-bid'at, Aligarh, 1883.
- Tarqim fi qisa ashab al-kahf wal-Raqim, Agra, 1889.
- Izalat ul-Chain as Zi'al Qarnain, Agra, 1889.
- Khulq al-Insan ala ma fi al-Quran, Agra, 1892.
- Al-Du'a Wa'l Istajaba, Agra, 1892.
- Tahrir fi Usul al-Tafsir, Agra, 1892.
- Al-Nazar Fi Ba'z Masa'il Imam Al-Ghazzali, Agra.
- Risala Ibtal-i-Ghulami, Agra, 1893.
- Tafsir al-Jinn Wa'l Jan ala ma fi al-Qur'an, Rahmani Press, Lahore, 1893, Agra, 1891.
- Tabyin-ul-Kalam fi Tafsir-al-turat-wa'l Injil ala Mullat-al-Islam (O Comentário Muçulmano sobre a Bíblia Sagrada).
- Tafsir-ul-Qura'n

Vol. I Aligarh, 1880,
Vol. II Aligarh, 1882, Agra, 1903.
Vol. III Aligarh, 1885
Vol. IV Aligarh, 1888
Vol. V Aligarh, 1892.
Vol. VI Aligarh, 1895
Vol. VII Agra, 1904.
- Tafsir-a-Samawat, Agra.
- Tasfiyad al'Aquid (Sendo a correspondência entre Syed Ahmad Khan e Maulana Muhammad Qasim de Deobund).

### Obras Históricas

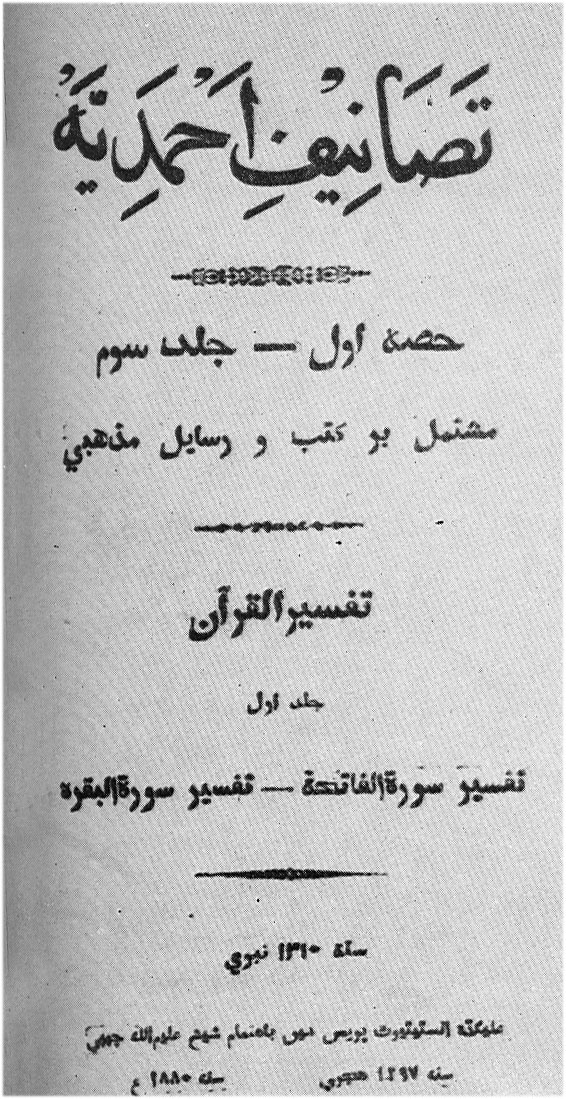
Página de título do Comentário do Alcorão por Sir Syed Ahmed Khan

- A'in-e-Akbari (Edição com Ilustração), Delhi.
- Asrar-us-Sanadid (i) Syed-ul-Akhbar, 1847, (II) Mata-i-Sultani, 1852.
- Description des monument de Delhi in 1852, D'a Pre Le Texte Hindostani De Saiyid Ahmad Khan (tr. de M. Garcin De Tassy), Paris, 1861.
- Jam-i-Jum, Akbarabad, 1940.
- Silsilat-ul-Muluk, Musaraf ul Mataba', Delhi, 1852.
- Tarikh-i-Firoz Shahi (edição, Sociedade Asiática, Calcutá, 1862).
- Tuzuk-i-Jahangiri (edição Aligarh, 1864).

### Trabalhos biográficos
- Al-Khutbat al-Ahmadiya fi'l Arab wa'I Sirat al-Muhammadiya : Aligarh, 1900, tradução para o inglês, Londres, 1869–1870.
- Sirat-i-Faridiya, Agra, 1896.

### Trabalhos políticos
- Asbab-i-Baghawat-e-Hind, urdu 1858 e edição em inglês, Banaras.
- Palestra Congresso Nacional Indiano Madras Par, Kanpur, 1887.
- Palestras sobre o Ato XVI de 1864, proferidas em 4 de dezembro de 1864 para a Sociedade Científica, Allygurh, 1864.
- Musalmanon ki qismat ka faisla (Taqarir-e-Syed Ahmad Khan e Syed Mehdi Ali Khan etc.) Agra, 1894.
- Em Hunter's: Londres de nossos muçulmanos indianos, 1872.
- Estado Atual da Política Indiana (consistindo em palestras e discursos) Allahabad, 1888.
- Sarkashi Zilla Binjor, Agra 1858.

### Palestras
- Iltimas be Khidmat Sakinan-i-Hindustan dar bad tarraqi ta' lim ahl-i.Hind, Ghazipore, 1863.
- Palestra dar bab targhib wa tahris talim itfal-i-Musalmanan, em 1895, Agra 1896.
- Palestra Madrasaat ul-Ulum Aligarh Key Tarikhi halat Par, Agra. 1889.
- Palestra Ijlas Dahum Muhammadan Conferência Educacional, Agra, 1896.
- Palestra Muta'liq Ijlas Yazdahum Muhammadan Conferência Educacional, Agra, 1896.
- Resolução Majmu'a Haye dah sala (Resoluções aprovadas pela Conferência Educacional Anglo-Oriental Muhammadan de 1886 a 1895) ed. por Sir Syed Ahmad, Agra, 1896.
- Relatório Salana (Relatório Anual da Pensão de Madrasat-ul-Ulum 1879–1880).
- Khutbat-e-Ahmadia na resposta a "The Life of Mohamed" de William Muir, foi escrito em 1870.

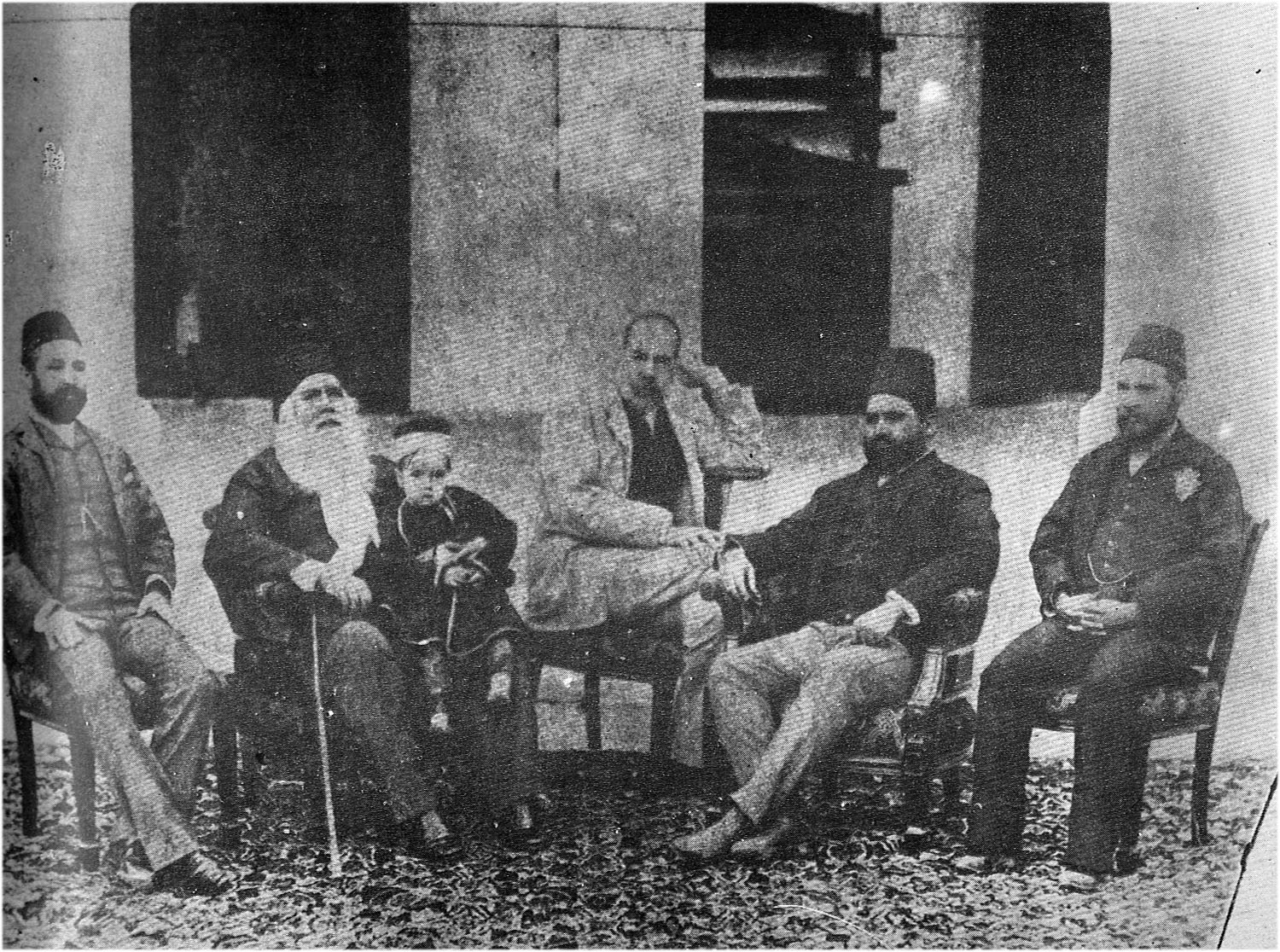
Sir Syed com seu filho Syed Mahmood, neto Syed Ross Masood e alguns admiradores.

### Obras reunidas
- Khutut-i-Sir Syed, ed Ross Masud, 1924.
- Majuma Lecture Kaye Sir Syed ed. Munshi Sirajuddin, Sadhora 1892.
- Maqalat-i-Sir-Syed ed. by 'Abdullah Khvesgri, Aligarh, 1952.
- Maqalat-i-Sir Syed, ed. By Muhammad Ismail, Lahore,
- Makatib-i-Sir Syed, Mustaq Husain, Delhi, 1960.
- Maktubat-i-Sir Syed, Muhammad Ismail Panipati, Lahore, 1959.
- Makummal Majumua Lectures wa speeches. ed. Malik Fazaluddin, Lahore, 1900.
- Muktubat al-Khullan ed. Mohd. Usman Maqbul, Aligarh 1915.
- Tasanif-i-Ahmadiya (coleção de obras de Syed Ahmad Khan sobre temas religiosos) em 8 partes.
- Stress on Holy Quran.
- Reformation of Faith.

### Diversos
- On the Use of the Sector (Urdu), Syed-ul-Akbar, 1846.
- Qaul-i-Matin dar Ibtal-i-Harkat i Zamin, Delhi, 1848.
- Tashil fi Jar-a-Saqil, Agra, 1844.
- Ik Nadan Khuda Parast aur Dana dunyadar Ki Kahani, Badaon, 1910.
- Kalamat-ul-Haqq, Aligarh

### Jornais, relatórios e procedimentos
- Tehzeeb-ul-Ikhlaq.
- Aligarh Institute Gazette.

- Anais da Conferência Educacional de Muhammadens.
- An Account of the Loyal Muhammadans of India, Partes I, II, III, Moufussel Press, Meerut, 1860.
- Anais da Sociedade Científica.
- Estatutos da Sociedade Científica.
- Discursos e discursos relacionados ao Muhammadan Anglo-Oriental College em Aligarh (1875–1898) ed. Nawab Mohsin-ul-Mulk, Aligarh, 1898.